# المعطف
المعطف (بالروسية: Шинель) قصة قصيرة من تأليف الروائي الروسي الكبير نيقولاي غوغول. نشرت في عام 1842. تحكي قصة معطف رجل يدعى أكاكي أكاكيفتش. وهي قصة إنسانية قال عنها الروائي الشهير تورغينيف: «كلنا خرجنا من معطف غوغول».

## فكرة القصة
تحكي هذه القصّة بين المعطف ولابسه إلى حدّ أنّ المعطف تحوّل على يَدَي غوغول إلى شخصيةٍ نابضةٍ بتحوّلات بطل القصّة «أكاكي». المعطف سيرة ذاتيّة ومرئيّة لحياة «أكاكي» الرثّة، وهو موظّفٌ بسيطُ الشخصيّة، وضعيف العيش والمعاش، وظيفته النّسْخ لجمال خطّه، حيث نراه يقضي عُمْرَه كلّه نسّاخاً لا تتعب أصابعه من عِشرة الأوراق والأقلام، بلْ من فرْط ولعه بالنّسخ كان يأخذ ما يتبقّى له من عمل إلى بيته المتواضع ليؤنس به عَشِيَّاتِ عزلته الباردة. قرّر أحد المسؤولين، ذات مرّة، ترقيته في عمله إلاّ أنّه امتعض امتعاضاً عكّر عمره إذ اعتبر ذلك زعزعةً لرتابة ألِفَها أشدّ الإلْف. كان قانعاً خانعاً، وكان الموظّفون الآخرون يستخفّون به استخفافاً يقابله بلامبالاة فاقعة النبرات وكأنّ هذا الاستخفاف الذي ينهمر عليه من أفواه زملائه يمسّ شَخْصاً آخر.
الحياة بلا معطف، في صقيع روسيا، كالجحيم. وكان لـ«أكاكي» معطف رثّ أكل الدهر عليه وشرب، ومعاشه الضئيل لا يسمح له بشراء معطف آخر، فكان كلّما تمزّق منه جانب أو انفتق جانب يذهب به إلى الخيّاط لِرَتقهِ أو ترقيعه، إلى أنْ جاء وقت صار فيه المعطف من فَرْط تَهَلْهُلِهِ عصيّاً على الإصلاح والرَّتْق، ومع هذا كان «أكاكي» مُصِرّاً على إصلاحه ولكن الخيّاط رفض في الأخير حتّى مجرّد لمسه مقترحاً على «أكاكي» أنْ يخيطَ له معطفاً جديداً. هنا جنّ جنون «أكاكي» لأنّه بكلّ بساطة، لا يملِك من المال ما يسمح له بتفصيل معطف جديد.
ولكن بعد أنْ فقد معطفُه القدرةَ على مواجهة سياط البرد اللافح، قرر اختصار العشاء وعدم اشعال شمعة في المساء من أجل توفير مبلغ من المال لتفصيل معطف جديد عند جاره الخياط. وظلّ لعدّة أشهر يذهب يوميّاً بعد انتهاء عمله إلى الأسْواق لتفقد أسْعار القماش، إلى أن تأمّن المبلغ وتحققّت أمنيته بعد طول تقتير، بتفصيل معطف جديد لبسه بسعاده والخياط راقبه بالشارع ليملي عيونه من اتقانه لتفصيل المعطف.
يقول غوغول المؤلف: «كان اكاكي اكاكيفيتش يسير في اشد مشاعره ابتهاجاً واحتفالاً، وكان يحس في كل ثانية من الدقيقة ان على كتفيه معطفه الجديد.. وضحك بسخرية عدة مرات خِلسة؛ من فرط سروره الداخلي. ففي الواقع فائدتان: الأولى كونه دافئا والاخرى كونه جيداً».
واستطاع غوغول أن يجعل القارئ يعيش في اجواء روحية مع اكاكي اكاكيفيتش ومع كل الفقراء على شاكلته والتي تحلم بالدفء ولقمة العيش.
وبنفس المستوى من التاثير يصور لنا هذه المشاعر ولكن بشكل مغاير حين يصف احباطات هذا الإنسان حين تتم سرقة هذا المعطف «الحلم»:
«احس كيف نزع المعطف منه، وجهت اليه ركلة وقع على اثرها في الثلج على ظهره ولم يحس بشئ أكثر من هذا، وبعد بضع دقائق صحا على نفسه واستوى على قدميه. ولكن لم يعد أحد موجودا لقد احس ان الجو بارد وان المعطف غير موجود فجعل يصرخ، ولكن بدا ان الصوت لايبلغ اطراف الساحة فانهد يركض مستميتا دون ان يكف عن الصراخ»
مات الفقير ودفن كاي نَكِرةٍ أو حَشَرة في المجتمع. حتى دون ان يعلم به زملاؤه في المديرية حيث كان يعمل.
هنا خرج الكاتب عن المالوف بشئ من الخيال حين جسد حالة التمرد في روح هذا الإنسان التي بقيت غير مستقرة ومعلقة بذاك المعطف، ويدخل غوغول بالقصة إلى الخيال، ويترك مساحة للماورائيات تجد مكانها في القصة.
هي قصة تتكرر يوميا ليس فقط باحداثها بل في بعدها الإنساني والحقوق المستلبة ورد الفعل تجاه كل تلك السوداوية.
هو معطف تنعطف معه المشاعر بشئ من الرقة والخوف والحرمان، قد يشيع به الدفء وقد يكون مسلكا نحو برد لانهاية له.
كم من شخصٍ سُرِقَ معطفه وبقي بلا دفئ ولا بيت؟، هنا القصة تتجسد في العديد من المجتمعات الفقيرة منها والغنية.

## اقتباس
قال غوغول بخصوص بطل قصته: 
"وهكذا زال واختفى إلى الأبد إنسان لم يفكر أحد من الخلق في حمايته، ولم يكن عزيزا على أحد، ولم يكن أحد يهتم بأمره لا من قريب ولا من بعيد، ولا حتى عالم التاريخ الطبيعي الذي لم يكن ليقاوم غرز دبوس في جناح ذبابة منزلية وفحصها تحت مجهره، إنسان تحمل هزء وسخرية زملائه من غير أن يتذمر ويعبر عن احتجاجه، إنسان ذهب إلى مرقده الأخير بلا أدنى ضجة". 

## وصلات خارجية
- المعطف على موقع الموسوعة البريطانية (الإنجليزية)

- كتاب المعطف والأنف - نيكولاي غوغول - ترجمة: د.محمد الخزاعي